# Stadsmolen (Axel)
De Stadsmolen is een korenmolen aan de Molenstraat in Axel (tegenwoordig gemeente Terneuzen). Het is een ronde bakstenen stellingmolen uit 1750, gedekt met dakleer, die een in 1747 afgebrande houten molen verving. De molen torent boven de omgeving uit, mede doordat hij op een bastion is gebouwd.

## Geschiedenis
De Stadsmolen was in bedrijf tot 1911. In dat jaar werd de molen onttakeld en werd het maalwerk gemechaniseerd. De romp brandde in de jaren 50 van de 20e eeuw af en bleef doelloos staan. In de jaren 80 ontstond het plan tot herbouw, waarmee uiteindelijk in 1998 werd begonnen. De restauratie nam twee jaar in beslag en veel onderdelen werden vernieuwd. De trappen naar de zolders zijn breder en veiliger gemaakt dan in de meeste andere molens, met het oog op bezoekers.

## Inrichting
De molen is uitgerust met twee koppels maalstenen, een buil en een pletmachine. Buil en pletmachine worden elektrisch aangedreven. Eigenaar van de Stadsmolen is de Stichting Exploitatie Axelse Molen, die de molen overnam van de voormalige gemeente Axel. Deze gemeente had de romp van de Stadsmolen in 1995 gekocht van de laatste molenaar, dhr. J. Misseghers.
De Stadsmolen draait van april tot eind oktober regelmatig op zaterdagen en is dan te bezoeken. Hij is ook in gebruik als trouwlocatie voor kleine gezelschappen.

## Foto's

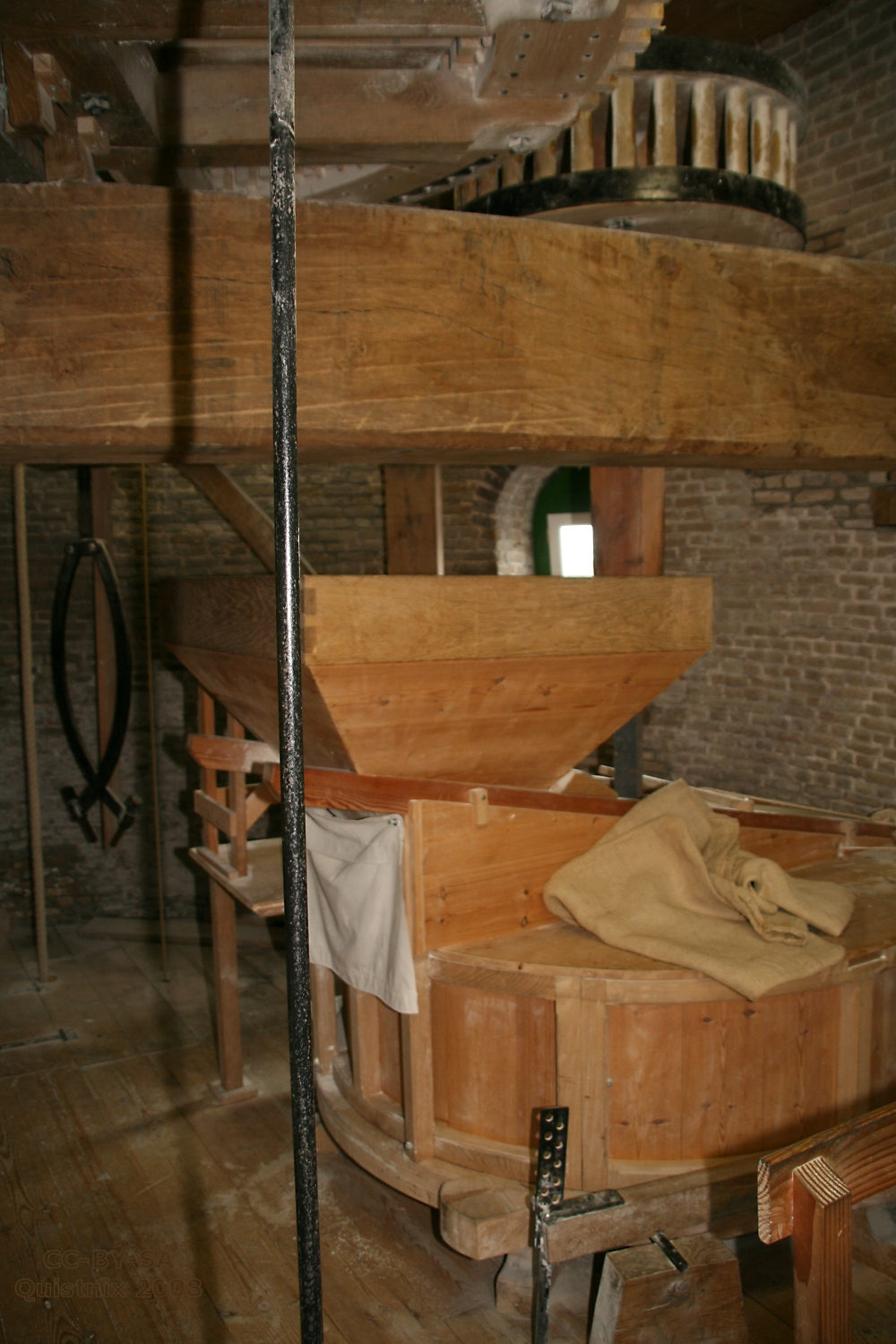
Een van de twee maalkoppels
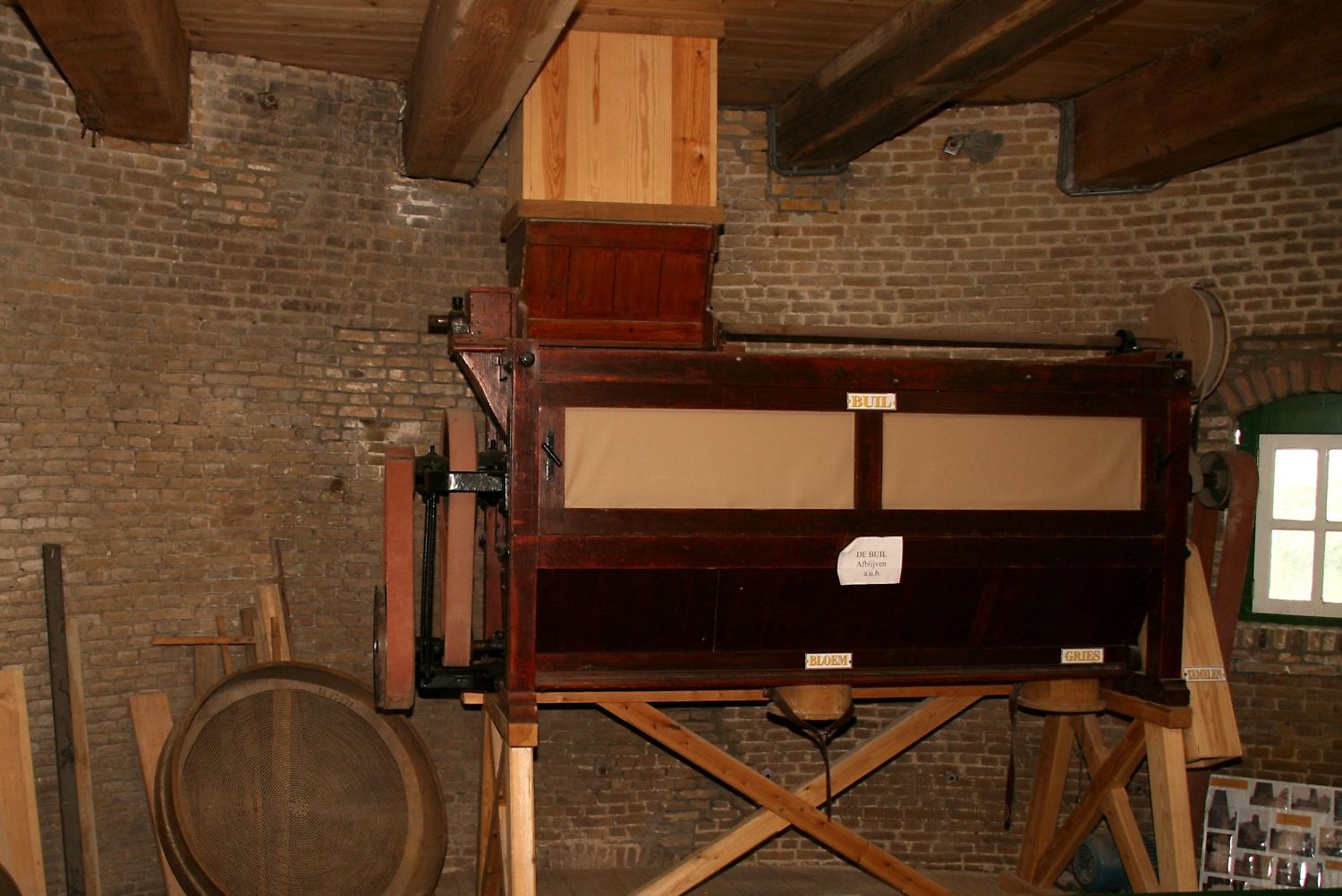
Buil
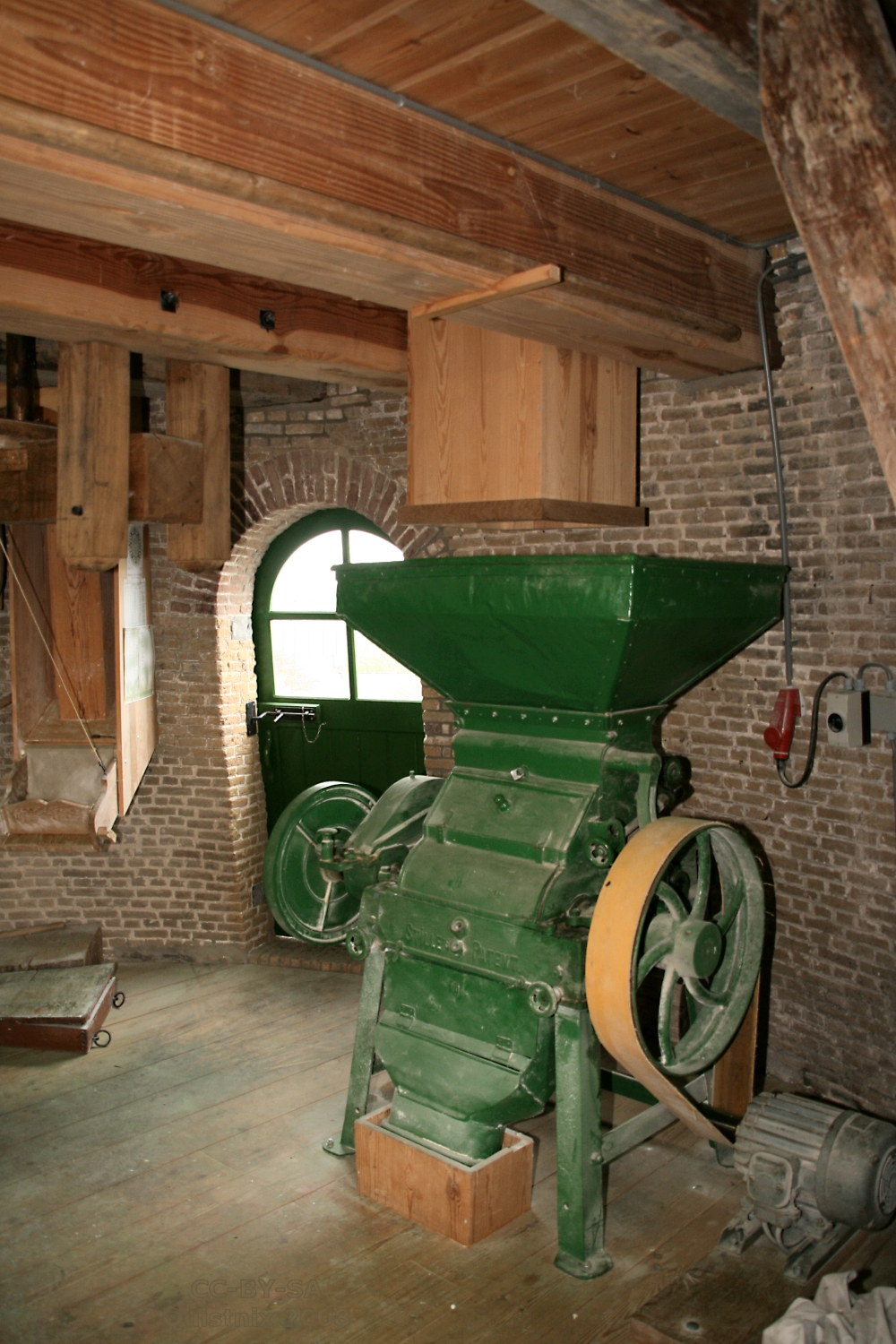
Pletmachine
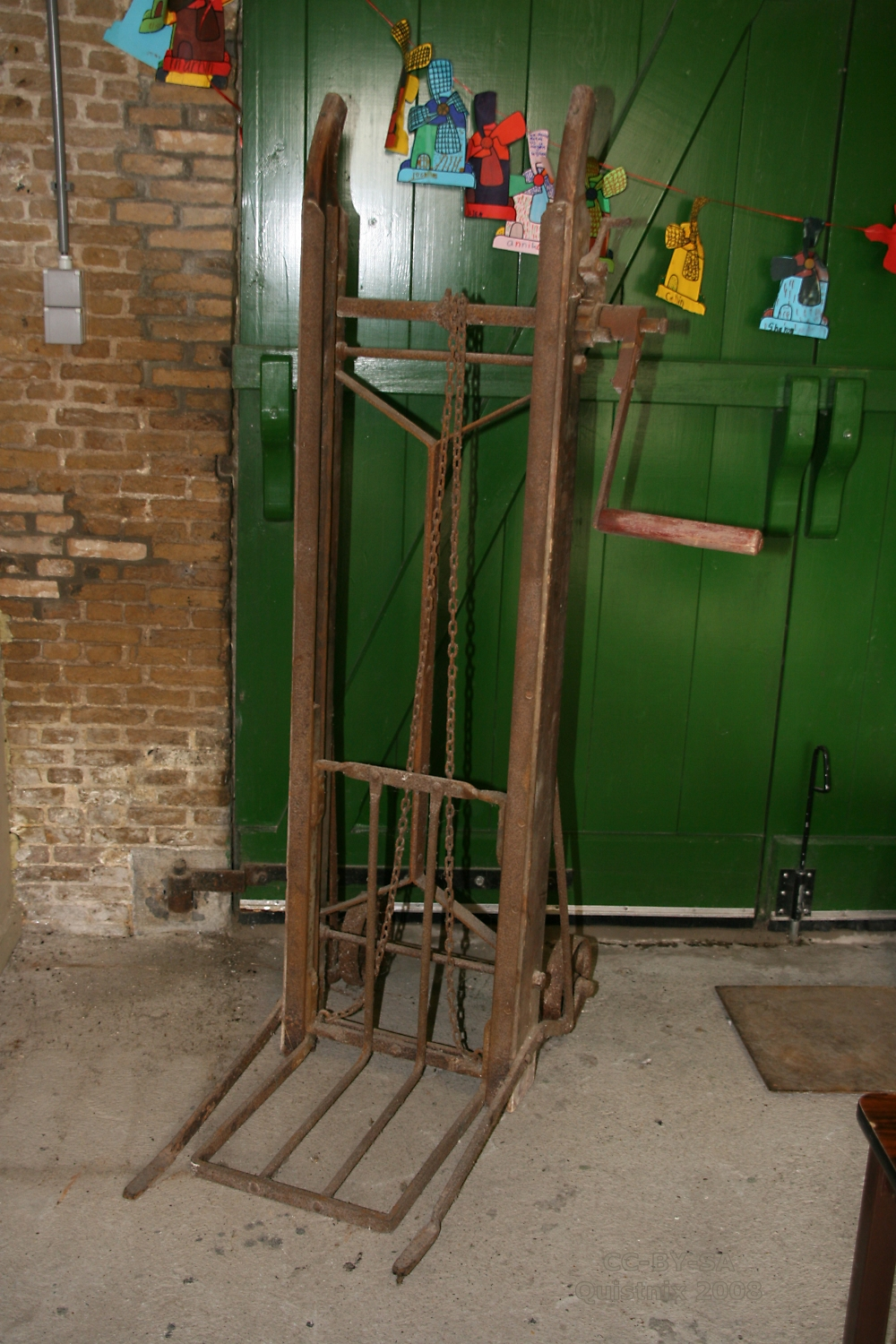
Zakkenheffer